# Patrick Henry (U-Boot)
Die Patrick Henry, auch USS Patrick Henry (Kennung: SSBN-599 / SSN-599), war ein atomgetriebenes U-Boot mit ballistischen Raketen der George-Washington-Klasse der United States Navy, das von 1960 bis 1984 in Dienst stand. Sie wurde nach Patrick Henry benannt, einem der Gründerväter der Vereinigten Staaten.

## Geschichte
Die Patrick Henry wurde am 27. Mai 1958 in der Werft von Electric Boat in Groton auf Kiel gelegt und am 22. September 1959 vom Stapel gelassen. Die Indienststellung erfolgte am 11. April 1960. Wie bei Atom-U-Booten üblich verfügte das Boot über zwei verschiedene Besatzung, die sogenannte Blue Crew und die Gold Crew (benannt nach den Farben der United States Navy). Erster Kommandant der Blue Crew wurde Commander Harold E. Shear, Kommandant der Gold Crew Commander Robert L. J. Long.
Nach Testfahrten und mehreren Raketenabschüssen brach die Patrick Henry nach Holy Loch in Schottland auf, wo sie am 8. März 1961 nach 66 Tagen und 22 Stunden eintraf. Als Besonderheit hierbei blieb das Boot während der gesamten Überfahrt getaucht, was einen Rekord in der George-Washington-Klasse bezüglich der Tauchzeit darstellte. Nach der Ankunft in Holy Loch ankerte die Patrick Henry zur Versorgung und kleineren Reparaturen neben dem U-Boot-Begleitschiff Proteus.
Nach siebzehn Patrouillenfahrten von Holy Loch aus kehrte das Boot im Dezember 1964 zu seinem Erbauer Electric Boat zurück, wo es eine Generalüberholung erhielt und der S5W-Reaktor neu aufgefüllt wurde. Nach Übungseinsätzen vor Puerto Rico und Cape Canaveral im Jahr 1966 gehörte die Patrick Henry ab Dezember 1966 der Submarine Squadron 14. Im März 1968 kehrte das Boot für eine weitere Patrouille nach Holy Loch zurück.
Während der 1970er-Jahre war die Patrick Henry in Pearl Harbor stationiert. 1976 erhielt sie in der Mare Island Naval Shipyard eine erneute Auffüllung ihres Reaktors. 1978 nahm das Boot an der Demonstration and Shakedown Operation teil, bei der die Einsatzbereitschaft der Besatzung und der Waffensysteme getestet wurde.
Wie auch mehrere ihrer Schwesterschiffe wurde die Patrick Henry 1982 zum Angriffs-U-Boot umregistriert und trug fortan die Bezeichnung SSN-599. Sie blieb anschließend noch weitere zwei Jahre im Dienst, ehe sie am 25. Mai 1984 ausgemustert wurde. Nach mehreren Jahren in der Reserveflotte erfolgte 1997 der umweltfreundliche Abbruch des Bootes im Rahmen des Ship-Submarine Recycling Program in der Puget Sound Naval Shipyard. Die Abbrucharbeiten waren bis zum 31. August 1997 abgeschlossen.